# Gewog di Lajab
Il gewog di Lajab è uno dei quattordici raggruppamenti di villaggi del distretto di Dagana, nella regione Centrale, in Bhutan.